# Septième circonscription de l'Isère de 1988 à 2012
La septième circonscription de l'Isère est l'une des 9 circonscriptions législatives françaises que comptait le département de l'Isère (38) situé en région Rhône-Alpes, pendant les législatures élues en 1988, 1993, 1997, 2002 et 2007.

## Description géographique et démographique

### De 1958 à 1986
Le département avait sept circonscriptions.
La septième circonscription de l'Isère était composée de :
- canton de Bourgoin
- canton de Crémieu
- canton du Grand-Lemps
- canton de Morestel
- canton de Pont-de-Beauvoisin
- canton de Saint-Geoire-en-Valdaine
- canton de La Tour-du-Pin
- canton de Virieu

Source : Journal Officiel du 14-15 octobre 1958.

### De 1988 à 2012
La septième circonscription de l'Isère a d'abord été délimitée par le découpage électoral de la loi n°86-1197 du 24 novembre 1986
 et regroupait les divisions administratives suivantes : 
- Canton de Bourgoin-Jallieu-Sud
- Canton de La Côte-Saint-André
- Canton du Grand-Lemps
- Canton de l'Isle-d'Abeau
- Canton de Roybon
- Canton de Saint-Étienne-de-Saint-Geoirs
- Canton de Saint-Jean-de-Bournay
- Canton de La Verpillière
- Canton de Virieu.

Avec l'ordonnance n° 2009-935 du 29 juillet 2009, ratifiée par le Parlement français le 21 janvier 2010, une nouvelle circonscription voit le jour.
D'après le recensement général de la population en 1999, réalisé par l'Institut national de la statistique et des études économiques (INSEE), la population de cette circonscription est estimée à 133 225 habitants,.

## Historique des députations
| Législature | Début de mandat | Fin de mandat  | Député             | Parti politique | Observations                                                                          |
| ----------- | --------------- | -------------- | ------------------ | --------------- | ------------------------------------------------------------------------------------- |
| IXe         | 23 juin 1988    | 1er avril 1993 | Georges Colombier  | UDF             |                                                                                       |
| Xe          | 2 avril 1993    | 21 avril 1997  | Georges Colombier, | UPF-UDF,        | Mandat écourté à la suite d'une dissolution parlementaire décidée par Jacques Chirac. |
| XIe         | 12 juin 1997    | 18 juin 2002   | Georges Colombier  | UDF-PR          |                                                                                       |
| XIIe        | 19 juin 2002    | 19 juin 2007   | Georges Colombier, | UDF-UMP,        |                                                                                       |
| XIIIe       | 20 juin 2007    | 19 juin 2012   | Georges Colombier  | UMP             |                                                                                       |

## Historique des élections

### Élections de 1958
| Candidat       | Candidat            | Parti          | Premier tour | Premier tour | Second tour | Second tour |  |
| Candidat       | Candidat            | Parti          | Voix         | %            | Voix        | %           |  |
| -------------- | ------------------- | -------------- | ------------ | ------------ | ----------- | ----------- |  |
|                | François Perrin élu | CNIP           | 18 193       | 40,7         | 25 208      | 56,58       |  |
|                | Henri Durand        | PCF            | 8 390        | 18,77        | 10 049      | 22,55       |  |
|                | Pierre Grataloup    | Radsoc         | 6 660        | 14,9         | Retrait     | Retrait     |  |
|                | Paul Ribeaud        | UNR            | 4 824        | 10,79        | 9 299       | 20,87       |  |
|                | Jean Rabatel        | MRP            | 4 336        | 9,7          | Retrait     | Retrait     |  |
|                | Edmond Barthélemy   | UFD            | 2 291        | 5,13         | Retrait     | Retrait     |  |
|                | Marcel Varvier      | Divers         | 7            | 0,02         |             |             |  |
|                |                     |                |              |              |             |             |  |
| Inscrits       | Inscrits            | Inscrits       | 66 014       | 100,00       | 65 978      | 100,00      |  |
| Abstentions    | Abstentions         | Abstentions    | 20 651       | 31,28        | 20 688      | 31,36       |  |
| Votants        | Votants             | Votants        | 45 363       | 68,72        | 45 290      | 68,64       |  |
| Blancs et nuls | Blancs et nuls      | Blancs et nuls | 662          | 1,46         | 734         | 1,62        |  |
| Exprimés       | Exprimés            | Exprimés       | 44 701       | 98,54        | 44 556      | 98,38       |  |

Le suppléant de François Perrin était René Brutillot, notaire, maire de Virieu.

### Élections de 1962
| Candidat       | Candidat                      | Parti          | Premier tour | Premier tour | Second tour | Second tour |  |
| Candidat       | Candidat                      | Parti          | Voix         | %            | Voix        | %           |  |
| -------------- | ----------------------------- | -------------- | ------------ | ------------ | ----------- | ----------- |  |
|                | François Perrin sortant réélu | RI             | 12 833       | 34,92        | 18 421      | 44,45       |  |
|                | Charly Bonin                  | PCF            | 8 622        | 23,46        | 12 239      | 29,53       |  |
|                | Raymond Jacquet               | UNR-UDT        | 8 519        | 23,18        | 10 780      | 26,01       |  |
|                | Robert Faure                  | MRP            | 4 119        | 11,21        | Retrait     | Retrait     |  |
|                | André Gautier                 | SFIO           | 2 660        | 7,24         | Retrait     | Retrait     |  |
|                |                               |                |              |              |             |             |  |
| Inscrits       | Inscrits                      | Inscrits       | 65 614       | 100,00       | 65 613      | 100,00      |  |
| Abstentions    | Abstentions                   | Abstentions    | 28 060       | 42,77        | 23 442      | 35,73       |  |
| Votants        | Votants                       | Votants        | 37 554       | 57,23        | 42 171      | 64,27       |  |
| Blancs et nuls | Blancs et nuls                | Blancs et nuls | 801          | 2,13         | 731         | 1,73        |  |
| Exprimés       | Exprimés                      | Exprimés       | 36 753       | 97,87        | 41 440      | 98,27       |  |

Le suppléant de François Perrin était Maurice Cattin-Bazin, agriculteur, Président des planteurs de tabac de l'Isère, maire de Saint-Albin-de-Vaulserre. Maurice Cattin-Bazin remplaça François Perrin, décédé, du 19 juillet 1964 au 2 avril 1967.

### Élections de 1967
| Candidat       | Candidat                           | Parti          | Premier tour | Premier tour | Second tour | Second tour |  |
| Candidat       | Candidat                           | Parti          | Voix         | %            | Voix        | %           |  |
| -------------- | ---------------------------------- | -------------- | ------------ | ------------ | ----------- | ----------- |  |
|                | Maurice Cattin-Bazin sortant réélu | RI             | 21 885       | 44,23        | 26 432      | 50,67       |  |
|                | Pierre Oudot                       | FGDS (Radical) | 11 207       | 22,65        | 25 735      | 49,33       |  |
|                | Charly Bonin                       | PCF            | 10 075       | 20,36        | Retrait     | Retrait     |  |
|                | Lucien Cusin                       | CD (PDM)       | 3 693        | 7,46         |             |             |  |
|                | François Roche                     | Modérés        | 1 620        | 3,27         |             |             |  |
|                | André Grange                       | CR             | 1 000        | 2,02         |             |             |  |
|                |                                    |                |              |              |             |             |  |
| Inscrits       | Inscrits                           | Inscrits       | 68 007       | 100,00       | 67 986      | 100,00      |  |
| Abstentions    | Abstentions                        | Abstentions    | 17 684       | 26           | 15 041      | 22,12       |  |
| Votants        | Votants                            | Votants        | 50 323       | 74           | 52 945      | 77,88       |  |
| Blancs et nuls | Blancs et nuls                     | Blancs et nuls | 843          | 1,68         | 778         | 1,47        |  |
| Exprimés       | Exprimés                           | Exprimés       | 49 480       | 98,32        | 52 167      | 98,53       |  |

Le suppléant de Maurice Cattin-Bazin était René Lauzier, ingénieur, maire de Ruy.

### Élections de 1968
| Candidat       | Candidat                           | Parti                     | Premier tour | Premier tour | Second tour | Second tour |  |
| Candidat       | Candidat                           | Parti                     | Voix         | %            | Voix        | %           |  |
| -------------- | ---------------------------------- | ------------------------- | ------------ | ------------ | ----------- | ----------- |  |
|                | Maurice Cattin-Bazin sortant réélu | RI (URP)                  | 19 978       | 38,97        | 29 432      | 56,84       |  |
|                | Pierre Oudot                       | FGDS (Radical)            | 13 175       | 25,7         | 22 347      | 43,16       |  |
|                | Raymond Jacquet                    | Divers droite (Gaulliste) | 10 063       | 19,63        | Retrait     | Retrait     |  |
|                | Henri Jayet                        | PCF                       | 8 054        | 15,71        | Retrait     | Retrait     |  |
|                |                                    |                           |              |              |             |             |  |
| Inscrits       | Inscrits                           | Inscrits                  | 67 994       | 100,00       | 68 006      | 100,00      |  |
| Abstentions    | Abstentions                        | Abstentions               | 15 914       | 23,41        | 15 418      | 22,67       |  |
| Votants        | Votants                            | Votants                   | 52 080       | 76,59        | 52 588      | 77,33       |  |
| Blancs et nuls | Blancs et nuls                     | Blancs et nuls            | 810          | 1,56         | 809         | 1,54        |  |
| Exprimés       | Exprimés                           | Exprimés                  | 51 270       | 98,44        | 51 779      | 98,46       |  |

Le suppléant de Maurice Cattin-Bazin était Jean Bedet, notaire, conseiller général du canton de Morestel, maire des Avenières.

### Élections de 1973
| Candidat       | Candidat                           | Parti          | Premier tour | Premier tour | Second tour | Second tour |  |
| Candidat       | Candidat                           | Parti          | Voix         | %            | Voix        | %           |  |
| -------------- | ---------------------------------- | -------------- | ------------ | ------------ | ----------- | ----------- |  |
|                | Maurice Cattin-Bazin sortant réélu | RI (URP)       | 16 301       | 37,44        | 23 072      | 50,26       |  |
|                | Paul Chenguélia                    | PS (UGSD)      | 9 011        | 20,7         | 22 830      | 49,74       |  |
|                | Henri Jayet                        | PCF            | 8 741        | 20,08        | Retrait     | Retrait     |  |
|                | Michel Soulié                      | Rad (MR)       | 8 118        | 18,65        | Retrait     | Retrait     |  |
|                | Paul Ribeaud                       | CNIP           | 1 366        | 3,14         |             |             |  |
|                |                                    |                |              |              |             |             |  |
| Inscrits       | Inscrits                           | Inscrits       | 58 254       | 100,00       | 58 257      | 100,00      |  |
| Abstentions    | Abstentions                        | Abstentions    | 13 447       | 23,08        | 11 338      | 19,46       |  |
| Votants        | Votants                            | Votants        | 44 807       | 76,92        | 46 919      | 80,54       |  |
| Blancs et nuls | Blancs et nuls                     | Blancs et nuls | 1 270        | 2,83         | 1 017       | 2,17        |  |
| Exprimés       | Exprimés                           | Exprimés       | 43 537       | 97,17        | 45 902      | 97,83       |  |

Le suppléant de Maurice Cattin-Bazin était Jean Bedet.

### Élections de 1978
| Candidat       | Candidat                           | Parti             | Premier tour | Premier tour | Second tour | Second tour |  |
| Candidat       | Candidat                           | Parti             | Voix         | %            | Voix        | %           |  |
| -------------- | ---------------------------------- | ----------------- | ------------ | ------------ | ----------- | ----------- |  |
|                | Maurice Cattin-Bazin sortant réélu | UDF (PR)          | 15 408       | 28,06        | 29 874      | 51,78       |  |
|                | Paul Chenguélia                    | PS                | 12 547       | 22,85        | 27 821      | 48,22       |  |
|                | Henri Jayet                        | PCF               | 10 207       | 18,59        | Retrait     | Retrait     |  |
|                | Alain Moyne-Bressand               | PR                | 6 582        | 11,99        |             |             |  |
|                | René Mollard                       | CDS               | 4 945        | 9,01         |             |             |  |
|                | Daniel Bret                        | Écologie 78       | 2 549        | 4,64         |             |             |  |
|                | Danièle Mattrel                    | Extrême gauche    | 853          | 1,55         |             |             |  |
|                | M. Rajon                           | PSD               | 782          | 1,42         |             |             |  |
|                | Gilbert Grenier                    | PFN               | 576          | 1,05         |             |             |  |
|                | Jean Hamon                         | Divers écologiste | 452          | 0,82         |             |             |  |
|                |                                    |                   |              |              |             |             |  |
| Inscrits       | Inscrits                           | Inscrits          | 67 993       | 100,00       | 67 986      | 100,00      |  |
| Abstentions    | Abstentions                        | Abstentions       | 12 274       | 18,05        | 9 378       | 13,79       |  |
| Votants        | Votants                            | Votants           | 55 719       | 81,95        | 58 608      | 86,21       |  |
| Blancs et nuls | Blancs et nuls                     | Blancs et nuls    | 818          | 1,47         | 913         | 1,56        |  |
| Exprimés       | Exprimés                           | Exprimés          | 54 901       | 98,53        | 57 695      | 98,44       |  |

Le suppléant de Maurice Cattin-Bazin était Jean-François Perrin, entrepreneur, conseiller municipal de Morestel.

### Élections de 1981
| Candidat       | Candidat                     | Parti             | Premier tour | Premier tour | Second tour | Second tour |  |
| Candidat       | Candidat                     | Parti             | Voix         | %            | Voix        | %           |  |
| -------------- | ---------------------------- | ----------------- | ------------ | ------------ | ----------- | ----------- |  |
|                | Maurice Cattin-Bazin sortant | UDF (PR)          | 22 604       | 45,22        | 26 928      | 47,60       |  |
|                | Georges Bally élu            | PS                | 18 983       | 37,97        | 29 641      | 52,40       |  |
|                | Henri Jayet                  | PCF               | 6 013        | 12,03        |             |             |  |
|                | Olivier Cabanel              | Divers écologiste | 1 743        | 3,49         |             |             |  |
|                | Édouard Serrière             | FN                | 646          | 1,29         |             |             |  |
|                | P. Berthier                  | CCA               | 0            | 0,00         |             |             |  |
|                | D. Duran                     | PFN               | 0            | 0,00         |             |             |  |
|                |                              |                   |              |              |             |             |  |
| Inscrits       | Inscrits                     | Inscrits          | 72 849       | 100,00       | 72 847      | 100,00      |  |
| Abstentions    | Abstentions                  | Abstentions       | 22 451       | 30,82        | 15 743      | 21,61       |  |
| Votants        | Votants                      | Votants           | 50 398       | 69,18        | 57 104      | 78,39       |  |
| Blancs et nuls | Blancs et nuls               | Blancs et nuls    | 409          | 0,81         | 535         | 0,94        |  |
| Exprimés       | Exprimés                     | Exprimés          | 49 989       | 99,19        | 56 569      | 99,06       |  |

Le suppléant de Georges Bally était Jean Genin, conseiller général du canton de Morestel.

### Élections de 1988
| Candidat       | Candidat                        | Parti          | Premier tour | Premier tour | Second tour | Second tour |  |
| Candidat       | Candidat                        | Parti          | Voix         | %            | Voix        | %           |  |
| -------------- | ------------------------------- | -------------- | ------------ | ------------ | ----------- | ----------- |  |
|                | Georges Colombier sortant réélu | UDF (PR) (URC) | 20 424       | 45,79        | 27 669      | 56,07       |  |
|                | Christian Nucci sortant         | PS             | 14 864       | 33,32        | 21 680      | 43,93       |  |
|                | Boris Chesser                   | FN             | 4 576        | 10,26        |             |             |  |
|                | Michel Rival                    | PCF            | 3 300        | 7,4          |             |             |  |
|                | Patrick Juillerat               | Extrême gauche | 1 440        | 3,23         |             |             |  |
|                | Paul Ribeaud                    | Divers droite  | 0            | 0            |             |             |  |
|                |                                 |                |              |              |             |             |  |
| Inscrits       | Inscrits                        | Inscrits       | 71 069       | 100,00       | 71 064      | 100,00      |  |
| Abstentions    | Abstentions                     | Abstentions    | 25 402       | 35,74        | 20 197      | 28,42       |  |
| Votants        | Votants                         | Votants        | 45 667       | 64,26        | 50 867      | 71,58       |  |
| Blancs et nuls | Blancs et nuls                  | Blancs et nuls | 1 063        | 2,33         | 1 518       | 2,98        |  |
| Exprimés       | Exprimés                        | Exprimés       | 44 604       | 97,67        | 49 349      | 97,02       |  |

Le suppléant de Georges Colombier était Pierre Grataloup, conseiller général DVD du canton de Bourgoin-Jallieu-Sud, maire de Saint-Chef.

### Élections de 1993
| Candidat       | Candidat                        | Parti          | Premier tour | Premier tour | Second tour | Second tour |  |
| Candidat       | Candidat                        | Parti          | Voix         | %            | Voix        | %           |  |
| -------------- | ------------------------------- | -------------- | ------------ | ------------ | ----------- | ----------- |  |
|                | Georges Colombier sortant réélu | UDF (PR)       | 24 666       | 49           | 31 006      | 75,2        |  |
|                | Éric Brunot                     | FN             | 8 013        | 15,92        | 10 223      | 24,8        |  |
|                | Jean-Pierre Philippe            | PS (ADFP)      | 6 564        | 13,04        |             |             |  |
|                | Gilbert Sutter                  | Les Verts (EÉ) | 4 657        | 9,25         |             |             |  |
|                | Louise Carly                    | PCF            | 3 503        | 6,96         |             |             |  |
|                | Marie-Christine Faraone         | LT-LNÉ         | 1 435        | 2,85         |             |             |  |
|                | Bruno Perrodin                  | LO             | 1 336        | 2,65         |             |             |  |
|                | Robert Jay                      | PLN            | 162          | 0,32         |             |             |  |
|                |                                 |                |              |              |             |             |  |
| Inscrits       | Inscrits                        | Inscrits       | 77 082       | 100,00       | 77 074      | 100,00      |  |
| Abstentions    | Abstentions                     | Abstentions    | 23 995       | 31,13        | 28 249      | 36,65       |  |
| Votants        | Votants                         | Votants        | 53 087       | 68,87        | 48 825      | 63,35       |  |
| Blancs et nuls | Blancs et nuls                  | Blancs et nuls | 2 751        | 5,18         | 7 596       | 15,56       |  |
| Exprimés       | Exprimés                        | Exprimés       | 50 336       | 94,82        | 41 229      | 84,44       |  |

Le suppléant de Georges Colombier était Jean-Pierre Girard, conseiller municipal de Bourgoin-Jallieu.

### Élections de 1997
| Candidat       | Candidat                        | Parti          | Premier tour | Premier tour | Second tour | Second tour |  |
| Candidat       | Candidat                        | Parti          | Voix         | %            | Voix        | %           |  |
| -------------- | ------------------------------- | -------------- | ------------ | ------------ | ----------- | ----------- |  |
|                | Georges Colombier sortant réélu | UDF (PR)       | 18 041       | 36,2         | 32 375      | 74,11       |  |
|                | Éric Brunot                     | FN             | 9 921        | 19,91        | 11 313      | 25,89       |  |
|                | François Liénard                | Les Verts (PS) | 6 981        | 14,01        |             |             |  |
|                | Louise Carly                    | PCF            | 5 925        | 11,89        |             |             |  |
|                | Bruno Perrodin                  | LO             | 1 915        | 3,84         |             |             |  |
|                | Jean Bélabre                    | IR             | 1 720        | 3,45         |             |             |  |
|                | Jean-Christophe Daudel          | GÉ             | 1 136        | 2,28         |             |             |  |
|                | Josiane Guinet                  | LDI (MPF)      | 1 009        | 2,02         |             |             |  |
|                | Annick Lehnebach                | Divers         | 920          | 1,85         |             |             |  |
|                | Chantal Melique                 | US4J           | 874          | 1,75         |             |             |  |
|                | Olivier Cabanel                 | MÉI            | 458          | 0,92         |             |             |  |
|                | Pierre Damasio                  | Divers droite  | 454          | 0,91         |             |             |  |
|                | Paul Rozet                      | Extrême droite | 344          | 0,69         |             |             |  |
|                | Francis Somarriba               | PLN            | 134          | 0,27         |             |             |  |
|                |                                 |                |              |              |             |             |  |
| Inscrits       | Inscrits                        | Inscrits       | 81 286       | 100,00       | 81 286      | 100,00      |  |
| Abstentions    | Abstentions                     | Abstentions    | 28 405       | 34,94        | 29 282      | 36,02       |  |
| Votants        | Votants                         | Votants        | 52 881       | 65,06        | 52 004      | 63,98       |  |
| Blancs et nuls | Blancs et nuls                  | Blancs et nuls | 3 049        | 5,77         | 8 316       | 15,99       |  |
| Exprimés       | Exprimés                        | Exprimés       | 49 832       | 94,23        | 43 688      | 84,01       |  |

Le suppléant de Georges Colombier était Jean-Pierre Girard.

### Élections de 2002
| Candidat       | Candidat                        | Parti            | Premier tour | Premier tour | Second tour | Second tour |  |
| Candidat       | Candidat                        | Parti            | Voix         | %            | Voix        | %           |  |
| -------------- | ------------------------------- | ---------------- | ------------ | ------------ | ----------- | ----------- |  |
|                | Georges Colombier sortant réélu | UMP              | 27 172       | 49,54        | 30 002      | 64,33       |  |
|                | Christian Villard               | Les Verts (PS)   | 10 991       | 20,04        | 16 637      | 35,67       |  |
|                | Hugues Girard                   | FN               | 8 148        | 14,86        |             |             |  |
|                | Miloud Sebeibit                 | PRG              | 2 314        | 4,22         |             |             |  |
|                | Alain Mathieu                   | LCR              | 1 273        | 2,32         |             |             |  |
|                | Jean-François Lambert           | Pôle républicain | 1 098        | 2            |             |             |  |
|                | Bruno Perrodin                  | LO               | 938          | 1,71         |             |             |  |
|                | Éric Brunot                     | MNR              | 694          | 1,27         |             |             |  |
|                | Annick Lehnebach                | CPNT             | 679          | 1,24         |             |             |  |
|                | Carmel Gindre                   | MPF              | 455          | 0,83         |             |             |  |
|                | Christophe Herbaut              | MHAN             | 453          | 0,83         |             |             |  |
|                | Muriel Cipriani                 | GÉ               | 397          | 0,72         |             |             |  |
|                | Jean Belabre                    | Divers gauche    | 235          | 0,43         |             |             |  |
|                |                                 |                  |              |              |             |             |  |
| Inscrits       | Inscrits                        | Inscrits         | 88 419       | 100,00       | 88 408      | 100,00      |  |
| Abstentions    | Abstentions                     | Abstentions      | 32 293       | 36,52        | 40 075      | 45,33       |  |
| Votants        | Votants                         | Votants          | 56 126       | 63,48        | 48 333      | 54,67       |  |
| Blancs et nuls | Blancs et nuls                  | Blancs et nuls   | 1 279        | 2,28         | 1 694       | 3,5         |  |
| Exprimés       | Exprimés                        | Exprimés         | 54 847       | 97,72        | 46 639      | 96,5        |  |

Le suppléant de Georges Colombier était Jean-Pierre Girard.

### Élections de 2007
|                | Georges Colombier sortant réélu | UMP            | 29 832  | 52,24  |  |  |  |
|                | Elyette Croset-Bay              | PS             | 11 387  | 19,94  |  |  |  |
|                | Lionel Lacassagne               | UDF–MoDem      | 4 004   | 7,01   |  |  |  |
|                | Hugues Girard                   | FN             | 2 888   | 5,06   |  |  |  |
|                | Anne Frémaux                    | Les Verts      | 2 274   | 3,98   |  |  |  |
|                | Michèle Meffre                  | PCF            | 1 723   | 3,02   |  |  |  |
|                | Nadine Savio                    | LCR            | 1 334   | 2,34   |  |  |  |
|                | Miloud Sebeibit                 | PRG            | 922     | 1,61   |  |  |  |
|                | Marie Clément                   | MPF            | 568     | 0,99   |  |  |  |
|                | Florence Neige                  | LT-LNÉ         | 537     | 0,94   |  |  |  |
|                | Olivierabanel                   | CPNT           | 430     | 0,75   |  |  |  |
|                | Bruno Perrodin                  | LO             | 406     | 0,71   |  |  |  |
|                | Marie Lathuillière              | MNR            | 291     | 0,51   |  |  |  |
|                | Claude Ageron                   | PT             | 283     | 0,5    |  |  |  |
|                | Sonia Perrier                   | Divers         | 230     | 0,4    |  |  |  |
|                |                                 |                |         |        |  |  |  |
| Inscrits       | Inscrits                        | Inscrits       | 100 185 | 100,00 |  |  |  |
| Abstentions    | Abstentions                     | Abstentions    | 42 101  | 42,02  |  |  |  |
| Votants        | Votants                         | Votants        | 58 084  | 57,98  |  |  |  |
| Blancs et nuls | Blancs et nuls                  | Blancs et nuls | 975     | 1,68   |  |  |  |
| Exprimés       | Exprimés                        | Exprimés       | 57 109  | 98,32  |  |  |  |

#### Département de l'Isère
- La fiche de l'INSEE de cette circonscription : « Tableaux et Analyses de la septième circonscription de l'Isère », sur insee.fr, site de l'Institut national de la statistique et des études économiques (consulté le 10 juin 2007) [PDF]

- « Tous les députés du département de l'Isère depuis 1789 », sur assemblee-nationale.fr, site de l'Assemblée nationale française (consulté le 10 juin 2007)

- « Informations contentieuses sur le département de l'Isère (Élections législatives de 2002) »(Archive.org • Wikiwix • Archive.is • Google • Que faire ?), sur conseil-constitutionnel.fr, site du Conseil constitutionnel (consulté le 13 juin 2007)

#### Circonscriptions en France
- « Carte des circonscriptions législatives en France », sur assemblee-nationale.fr, site de l'Assemblée nationale française (consulté le 10 juin 2007)

- « Résultats électoraux officiels en France »(Archive.org • Wikiwix • Archive.is • Google • Que faire ?), sur interieur.gouv.fr, site du ministère de l'Intérieur (France) (consulté le 13 juin 2007)

- Description et Atlas des circonscriptions électorales de France sur http://www.atlaspol.com, Atlaspol, site de cartographie géopolitique, consulté le 13 juin 2007.